# Медаља за услуге краљевом дому
Медаља за услуге краљевом дому дворско је одликовање.

## Историјат
Вјеројатно на самом почетку владавине краља Милана I Обреновића уведена је Медаља за услуге краљевом дому, која се доdjељивала као дворско одликовање. Медаља није утемељена неким законом
или прописом, тако да њезина намјена није ничим ограничена. Медаљи за услуге краљевом дому претходила је израда Медаље за услуге кнежевом дому. Будући да се једини сачувани примјерак ове медаље налази
само у приватној збирци Радомира Столице у Београду, преурањен је закључак да је и Медаља за услуге кнежевом дому имала четири степена.
Медаља за услуге кнежевом дому израђена је од позлаћеног сребра: Изнад медаље налази се кнежевска круна, с предње стране црвено емајлирана, а страга неемајлирана. На лицу медаље приказан је кнежевски грб
Обреновића: штит подсјећа на заобљено ћирилично слово Ж, односно комбинација је грчког и заобљеног Андрејина крста. Усправни крак крста у облику мача пресијеца водоравни крак крста који носи године: 1389/1815. Штит лежи на грбовном плашту од хермелина и црвеног баршуна, са кнежевском круном. Композицију уоквирује четверолисни поруб с геслом: TEM. / PUS ET / MEUM / IUS. На наличју је натпис у четири реда: 3А / УСЛУГЕ / КЊАЖЕВОМ / ДОМУ, испод њега петокрака звјездица, а све уоквирено четверолисним порубом.
Медаља за услуге краљевом дому настала је одмах након Медаље за услуге кнежевом дому, након проглашења Краљевине Србије. Дијели се у четири степена:
- I. степен - златна (позлаћена) медаља с круном.
- II. степен - златна (позлаћена) медаља без круне,
- III. степен - сребрна медаља с круном.
- IV. степен - сребрна медаља без круне.[1]

Медаља за услуге краљевом дому мијењала је са временом свој изглед. Разликујемо шест основних облика:
1. облик: на лицу Медаље за услуге краљевом дому налази се краљевски грб Обреновића: двоглави бијели орао на плашту од хермелина и црвеног баршуна, са краљевском круном. Грб је уоквирен четверолисним порубом. Гесло и његова композиција остали су исти: TEM. / PUS ET / MEUM / IUS. На наличју се налази натпис у четири реда: 3А / УСЛУГЕ / КРАЉЕВОМ/ ДОМУ. У доњем дијелу медаље је петокрака звјездица. Натпис и звјездица уоквирени су четверолисним порубом. Медаље за услуге краљевом дому таквог облика додјељивале су се за владавине краља Милана I (1882 - 1889.). Његов син Александар I Обреновић (1889 - 1903.) додјељивао је медаље сљедећег облика:
2. облик: с лица медаље избачен је четверолисни украс са споменутим геслом, које је замијењено новим: ВРЕМЕ И МОЕ ПРАВО. Гесло се налази на вијугавој траци испод грба. Хералдички гледано, грб није доживио битне промјене, осим што је пријашњи полуокругли (шпански) штит у грбу замјењен готичким штитом. На медаљи се грб Александра I разликује од грба Милана I и по томе што је грбовни плашт много шири, али и у другим ситним детаљима. На наличју Медаље за услуге краљевом дому из времена Александра I задржан је натпис: 3А / УСЛУГЕ / КРАЉЕВОМ/ ДОМУ, али су избачени тролисни украсни оквир и звјездица. Натпис је исписан украшенијим, али
мање изражајним словима. Медаље тог времена израђивали су Георг Адам Шајд који је оставио своје иницијале на ободу медаља (Г. А. С.) и за сада непознати А. Ф.
3. облик: промјеном династије у Србији 1903. године, Медаља за услуге краљевом дому добила је нови грб Карађорђевића: унутар грбовног плашта два мушкарца у народним ношњама и са заставама у рукама наслањају се на српски краљевски грб, у чији је штит са крстом и оцилима уписана година почетка Првога српског устанка (1804.). У доњем дијелу грбовног плашта налази се гесло Петра I Карадордевића: SPES MIHI PRIMA DEUS. Наличје медаље остало је непромијењено. Георг Адам Шајд наставио је израђивати медаље све до 1914. године, а затим је посао преузео Артус Бертранд из Париза.
4. облик: у Краљевини Срба. Хрвата и Словенаца темељито је измијењен облик Медаље за услуге краљевом дому. На лицу је приказана владарева глава у лијевом профилу, окружена (латиничним) натписом: АЛЕКСАНДАР I КРАЉ СРБА ХРВАТА И СЛОВЕНАЦА. На наличју је грб краљевског дома Краљевине СХС, окружен натписом: ЗА УСЛУГЕ / КРАЉЕВОМ ДОМУ. Натписи на лицу и наличју исписани су искићеним словима. Грб се састоји од штита раздијељеног у три поља: лијево српски грб (крст с четири оцила), десно хрватски грб. доље грб Крањске (орао у полету). Грб је окружен старом византијском круном Немањића и огрлицом Ордена кнеза Лазара. Творац ове медаље познати је вајар и медаљер Ђорђе Јовановић (1861-1953).
5. облик: након проглашења Краљевине Југославије 1929. године, измијењен је натпис на лицу Медаље за услуге краљевом дому. Глава владара у лијевом профилу остала је иста. али с натписом: АЛЕКСАНДАР I КРАЉ ЈУГОСЛАВИЈЕ. Испод главе је ознака произвођача; на неким примјерцима: Ковница А. Д., а на другима шестокрака звјездица. На наличју је грб краљевског дома Краљевине Југославије (исти као и Краљевине СХС), окружен натписом: ЗА УСЛУГЕ/ КРАЉЕВОМ ДОМУ.
6. облик: послије смрти краља Александра I 1934. године, за владања намјесника кнеза Павла, Медаља за услуге краљевом дому поновно је измијењена. Код I и III степена налази се изнад медаље круна Немањића са два ланчића који слободно висе. На лицу медаље приказање грб краљевског дома Краљевине Југославије. На наличју је натпис у четири реда: ЗА / УСЛУГЕ / КРАЉЕВОМ / ДОМУ.